# Liboc (vattendrag i Tjeckien, Karlovy Vary)
Liboc är ett vattendrag i Tjeckien.   Det ligger i regionen Karlovy Vary, i den västra delen av landet, 140 km väster om huvudstaden Prag.